# Emilia Galotti (1958)
Emilia Galotti ist eine deutsche Literaturverfilmung der DEFA von Martin Hellberg aus dem Jahr 1958. Sie beruht auf dem Theaterstück Emilia Galotti von Gotthold Ephraim Lessing. Emilia Galotti erlebte am 14. März 1958 im Berliner Kino Babylon seine Premiere.

## Handlung
Auf einem Ball sieht der Prinz von Guastalla Hettore Gonzaga, längst seiner Geliebten Gräfin Orsina überdrüssig, zum ersten Mal die junge Emilia Galotti, Tochter des Oberst Odoardo Galotti. Er begehrt sie vom ersten Augenblick an, kann sie auf dem Ball jedoch nur kurze Zeit sprechen, da sich Gräfin Orsina ankündigt. Kurze Zeit später sieht er ihr Porträt bei Maler Conti und kauft ihm das Bildnis ab. Immer wieder betrachtet er das Porträt im Zurückgezogenen und beschließt, endlich aktiv zu werden. Gerade in dem Moment teilt ihm sein Kammerherr Marinelli mit, dass Graf Appiani am nächsten Tag im engsten Kreis zu heiraten gedenkt. Die Braut soll Emilia Galotti sein. Hettore Gonzaga weist Marinelli an, die Hochzeit mit allen Mitteln zu verhindern. Zunächst will Marinelli den Grafen auf Geheiß des Prinzen mit einem Auftrag außer Landes schicken, doch lehnt der Graf dies mit Hinweis auf seine Hochzeit ab. Hettore Gonzaga wiederum sucht am nächsten Morgen heimlich Emilia Galotti in der Kirche auf und bedrängt sie. Emilia kehrt entsetzt zu ihrer Mutter Claudia zurück und berichtet ihr davon. Beide beschließen, dem Vater nichts von dem Verhalten des Prinzen zu sagen. Auch Graf Appiani erscheint verwirrt bei den Galottis und erzählt Claudia vom Angebot Marinellis. Der rät seinem Herrn, sich auf sein Lustschloss zu begeben.
Marinelli lässt am Hochzeitstag die Kutsche des Brautpaars unweit des prinzlichen Lustschlosses von Räubern überfallen. Während Emilia Galotti panisch aus der Kutsche flieht und von einem Angestellten des Prinzen auf dessen Lustschloss gebracht wird, erschießen die Räuber den Grafen Appiani. Ein Bote reitet los, um Odoardo vom Überfall zu berichten, während sich die Mutter mit ihrem Gefolge auf dem Weg zum Schloss des Grafen macht. Dort reagiert Emilia ungläubig und entsetzt, als sie erkennt, in wessen Schloss sie sich befindet. Der Prinz geleitet sie in die oberen Gemächer, doch kann sich bald Claudia lautstark Zutritt verschaffen. Die Gräfin Orsina, die kurze Zeit später ebenfalls erscheint, wird von Marinelli abgewiesen und von Hettore Gonzaga kurzerhand hinaus komplimentiert. Dort trifft die zurückgewiesene Orsina auf den gerade eingetroffenen Odoardo, dem sie unter anderem berichtet, dass Appiani tot ist und der Prinz am Morgen noch vertraulich mit Emilia in der Kirche gesprochen hat. Sie gibt ihm ihren Dolch, den er in seinem Gewand versteckt. Die herbeigeeilte Claudia bestätigt Orsinas Worte und geht, um eine Kutsche zur Abfahrt der Familie zu organisieren. Odoardo bedingt sich vor Hettore Gonzaga aus, seine Tochter sprechen zu dürfen, die nach dem Willen des Prinzen bei einem befreundeten, lasterhaften Ehepaar unterkommen soll. Auf Emilias Bitte hin ersticht Odoardo seine Tochter, um sie vor der Schande der Verführung durch den Prinzen zu bewahren. Hettore Gonzaga verflucht nun Marinelli, der sich ihm als Freund präsentiert hatte, in Wirklichkeit jedoch ein Teufel war.

## Kritik
Die zeitgenössische Kritik der DDR schrieb, dass Emilia Galotti „nur ein mittelmäßiger Film geworden“ sei, auch wenn das Drama nun Menschen gezeigt werden könne, die es bisher nicht im Theater sehen konnten. Vor allem wurde die Abweichung Hellbergs vom Original kritisiert, so bliebe der Regisseur „in seiner Gestaltungsweise unter dem bürgerlich-revolutionären Niveau der klassischen Originalwerke“. Andere Kritiker jedoch lobten den Film genau für seine neue Sicht und schrieben, dass der Film „in mancher Phase einer erregenden Kriminalstory gleicht“.
Der film-dienst der BRD schrieb 1963, dass der Film „ein Zwitterding jener Art [sei], von der einmal sehr richtig gesagt worden ist: sie degradiert Theater und Film. […] Die Bearbeitung geht über halbgewagte Ansätze, die sich meist auf Verschiebung von Textstellen beschränkt, wenig hinaus. […] das Drama [wird] reichlich zum Anlaß genommen, frühere geschichtsbedingte Zeitverhältnisse und deren Mißstände massiv anzuprangern, wobei die erwähnten Dialogverschiebungen für eine tendenziöse Einfärbung durchaus reichen.“
Das Lexikon des internationalen Films bezeichnete den Spielfilm als „Abfilmung einer unbedeutenden Theateraufführung durch den DEFA-Regisseur Hellberg“, was in Bezug auf den Charakter des Films als eigenständiger Spielfilm jedoch nicht der Wahrheit entspricht. Die Onlineversion erwähnt die Theateraufführung deswegen nicht mehr, spricht aber von einer „eher langatmigen Adaption“ und findet nur „einige Darstellerleistungen“ sowie die  „teils expressiven Kameraeinfälle“ überzeugend.